# Christian Wilhelm von Sachsen-Gotha-Altenburg

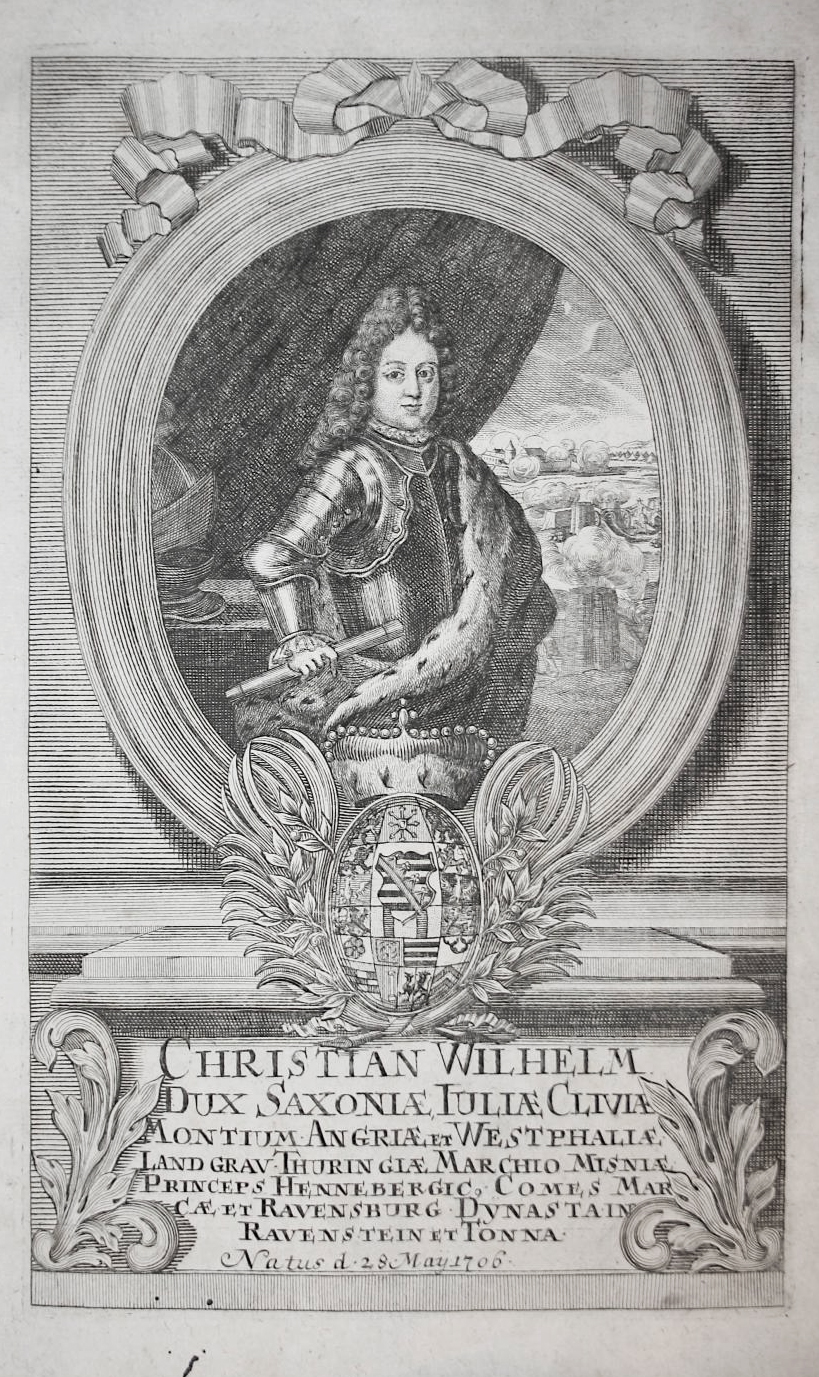
Christian Wilhelm von Sachsen-Gotha (1706–1748)

Prinz Christian Wilhelm von Sachsen-Gotha-Altenburg (* 28. Mai 1706 in Gotha; † 19. Juli 1748 in Roda) war königlich-polnischer und kurfürstlich-sächsischer Generalleutnant.

## Herkunft
Christian Wilhelm war Sohn des Herzogs Friedrich II. von Sachsen-Gotha-Altenburg (1676–1732) aus dessen Ehe mit Magdalena Augusta (1679–1740), Tochter des Fürsten Karl Wilhelm von Anhalt-Zerbst.

## Leben
Wie seine Brüder erhielt Christian Wilhelm eine gute Ausbildung. Er begleitete seinen Bruder Johann August 1725 nach Genf, wo sie ihre Studien fortsetzten. Nach einigen Monaten reisten sie nach Italien, zunächst an den königlichen Hof nach Turin, dann an die fürstlichen Höfe von Modena und Parma und weiter in Neapel und Rom, wo sie Ostern 1726 verlebten. Anschließend gingen sie nach Florenz, Lucca und Mailand, wo sich die Brüder trennten. Johann August übernahm ein in kaiserlichen Diensten stehendes gothaisches Dragoner-Regiment. Christian Wilhelm reiste über Turin, Lyon und Straßburg nach Lunéville, wo er den exilierten König Stanislaus besuchte. Im Juni 1727 reiste er von dort zurück nach Gotha. 1729 besuchte er noch seinen Bruder Moritz, der sich am Hof in Braunschweig befand.
1730 entschloss er sich dann, in königlich-polnische und kurfürstlich-sächsische Dienste zu gehen. König August II. ernannte ihn zum Oberst der Kavallerie und gab ihm eine Einheit der Grenadiers à cheval, diese wurde 1732 in eine Kürassier-Regiment gewandelt. Nachdem er 1741 zum Generalmajor befördert worden war, musste er infolgedessen sein Regiment an den Oberst Gerstorf  abgeben. 1743 heiratete Christian Wilhelm die Erbtochter Gräfin Reuß zu Schleiz und verließ den Militärdienst, nachdem er zuvor noch zum Generalleutnant befördert wurde. Das Paar zog anschließend nach Roda, wo er 1748 starb.

## Familie
Christian Wilhelm von Sachsen-Gotha heiratete am 28. Mai 1743 Louise Reuß zu Schleiz (1726–1773). Die Ehe blieb kinderlos. Die Witwe heiratete am 6. Januar 1752 dessen Bruder Johann August (1704–1767).

## Auszeichnungen
- 1734 Orden des Weißen Adlers (Polen)
- 1738 Hausorden vom Weißen Falken (Sachsen-Weimar)[4]
- 1744 Jagdorden (Württemberg)[5]